# Schuhputzer (Film)
Schuhputzer (Originaltitel: Sciuscià [ʃuˈʃa]) ist ein italienischer Kriminalfilm aus dem Jahre 1946, der zu den Meisterwerken des italienischen Neorealismus gezählt wird. Die Regie führte Vittorio de Sica. Er wurde auch als Schuschia aufgeführt und erhielt 1948 als erster Film den Oscar in der Kategorie Bester internationaler Film
Als einer von insgesamt fünf Regiearbeiten De Sicas, wurde Schuhputzer 2008 auf die offizielle, vom italienischen Kulturministerium gebilligte Liste „100 erhaltenswerte italienische Filme“ aufgenommen, wo er der zu den ältesten vertretenen Filmen zählt. Die 100 ausgewählten Filme entstanden zwischen 1942 und 1978 und haben das kollektive Gedächtnis Italiens maßgeblich geprägt.

## Handlung
Rom nach dem Zweiten Weltkrieg. Pasquale Maggi und Giuseppe Filippucci träumen schon lange davon, ein eigenes Pferd zu besitzen, können sich von ihren dürftigen Einnahmen als Schuhputzer jedoch keines leisten.
Als ihnen Giuseppes älterer Bruder Attilo einen Job anbietet, nutzen sie daher die Gelegenheit: Im Auftrag von Panza, einem Hehler und Ganoven, erleichtern sie eine Wahrsagerin mithilfe einer List um viel Geld. Diese unehrlichen Einnahmen ermöglichen ihnen die lang ersehnte Anschaffung. Einige Zeit später werden sie jedoch von der Polizei verhaftet: Offenbar haben Attilo und Panza sich als Polizisten ausgegeben und der Wahrsagerin 700.000 Lire abgenommen. Die Jungen werden nun fälschlicherweise beschuldigt und in ein Jugendgefängnis gebracht.
Im Gefängnis erhält Giuseppe ein Paket mit Lebensmitteln, in dem eine Nachricht von Panza versteckt ist. Dieser schärft dem Jungen ein, Attilo zu decken und dessen Beteiligung bei dem Betrug zu leugnen. Dennoch gelingt es dem Polizeichef, Pasquale im Verhör die Namen von Panza und Attilo zu entlocken, indem er ihn glauben macht, Giuseppe würde im Nebenzimmer gefoltert. Pasquale verschweigt das Geschehene zunächst gegenüber seinem Bruder. Als dieser davon erfährt, wird er zornig und schimpft Pasquale einen Spion. Der Versuch der beiden, sich wieder zu versöhnen, wird von Riccardo, einem Zellengenossen, zunichtegemacht.
Vor Gericht wird Giuseppe zu einem, Pasquale hingegen zu zwei Jahren Haft verurteilt. Einige Zeit später, während einer Filmvorführung im Gefängnis, unternehmen die Jungen einen Fluchtversuch. Als sie entdeckt werden, entfachen sie ein Feuer und lösen einen Gefängnisaufstand aus. Bei den Ausschreitungen wird einer von Pasquales Freunden zu Tode getrampelt.
Pasquale gibt Giuseppe die Schuld an den Ereignissen. Als die Polizisten ihn einholen, zeigt er ihnen, wohin die Gefangenen geflohen sind. Er verfolgt Giuseppe und holt ihn auf einer Brücke ein. Pasquale schlägt mit seinem Gürtel auf Giuseppe ein, bis dieser von der Brücke stürzt und mit dem Kopf auf einem Stein aufschlägt. Als die Polizisten eintreffen, beugt sich Pasquale schluchzend über den Körper des toten Freundes.

## Hintergrund und Veröffentlichung
Zu den Drehorten zähle unter anderem der Justizpalast in Rom.
In der BRD erschien der Film am 25. Januar 1952, in der DDR entweder am 6. Februar oder am 6. Juli 1956.

## Kritik
Das Lexikon des internationalen Films hält den Film für „ein Schlüsselwerk des italienischen Neorealismus, das seine zornige Anklage gegen Eifersucht und Brutalität der Erwachsenenwelt mit einem Plädoyer für Menschlichkeit und Hoffnung verbindet. Außergewöhnlich dicht in der Beschreibung von Milieu, Charakteren und Nachkriegsatmosphäre und wegen seiner realistischen Zeichnung in der humanen Haltung ergreifend.“

## Auszeichnungen
- 1948: Oscar für den besten internationalen Film
- 1946: Nastro d’Argento für die Regie des besten italienischen Films: Vittorio De Sica (geteilt mit Alessandro Blasetti für	Un giorno nella vita)

## Synchronisation
Es existieren zwei deutsche Synchronfassungen, eine für die BRD und eine für die DDR. Die West-Fassung entstand bei der Mars Film GmbH, Berlin. Hans F. Wilhelm schrieb das Dialogbuch und führte Regie. Die Ost-Fassung entstand im DEFA Studio für Synchronisation, Berlin. Wolfgang Krüger schrieb das Dialogbuch, Gottfried Madjera übernahm die musikalische Bearbeitung und Ernst Dahle führte Regie.
| Rolle              | Darsteller         | Synchronsprecher (BRD 1952) | Synchronsprecher (DDR 1956) |
| ------------------ | ------------------ | --------------------------- | --------------------------- |
| Pasquale Maggi     | Franco Interlenghi | Horst Buchholz              | Gerd Taubmann               |
| Giuseppe Filibucci | Rinaldo Smordoni   | Bernd Rainer Bonkowski      | Jürgen Krause               |
| Arcangelo          | Bruno Ortensi      | Herbert Stass               | Ingo Osterloh               |
| Staffera           | Emilio Cigoli      | Ralph Lothar                | Harald Sawade               |

## Trivia
Schuhputzer heißt im Italienischen eigentlich lustrascarpe – aber die Verballhornung des englischen shoeshine führte in der Nachkriegszeit im neapolitanischen Dialekt zu Sciuscià, womit Straßenjungen gemeint waren, die sich häufig den US-amerikanischen Besatzungssoldaten mit diesem Neologismus zum Schuheputzen anboten.